# Terrell McIntyre
Terrell McIntyre (Fayetteville, Sjeverna Karolina, 18. listopada 1977.) je američki profesionalni košarkaš. Igra na poziciji razigravača, a trenutačno je član talijanskog euroligaša Montepaschia iz Siene.

## Karijera

#### Sveučilište i europski počeci
Košarkašku karijeru započeo je na sveučilištu Clemson, gdje je četiri godine nastupao za njihovu košarkašku momčad. U sveučilišnoj karijeri postizao je 14.6 koševa u prosjeku, a u seniorskoj sezoni dostigao je prosjek od čak 17.9 koševa po susretu. Nakon završne, seniorske sezone, 1999. godine, McIntyre svoju košarkašku sreću pronalazi u Europi, točnije u Francuskoj, gdje potpisuje svoj prvi profesionalni ugovor za Gravelines. U svojoj prvoj sezoni u Europi imao je prosjek od 18.9 koševa te je 5.6 asistencija po susretu. Sljedeće godine potpisuje za njemački SG Braunschweig, gdje je imao odličnu statistiku od 18.5 koševa, 7.0 asistencija te 3.5 ukradene lopte po utakmici. 

#### Povratak u SAD
Nakon dvije odlične sezone u Europi, McIntyre se 2001. vraća u SAD, gdje potpisuje ugovor s klubom iz svog rodnoga grada, Fayetteville Patriotsima. U Patriotsima provodi dvije sezone igrajući u razvojnoj NBDL ligi. 

#### Povratak u Europu
2003. godine slijedi povratak u Europu, ovaj put u drugu talijansku ligu, gdje je igrao dvije sezone. Prvu sezonu odradio je u klubu Carife Ferrara, u kojem je opet imao odlični prosjek od 17.8 koševa po susretu, što mu je omogućilo da sljedeće godine pređe u Capo d'Orlando, s kojim je ušao u prvu ligu. U svojoj drugoj sezoni u Italiji postizao je 18.7 koševa u prosjeku uz 4.7 asistencija. Sezonu 2005./2006. igrao je za Bipop Carire Reggio Emilia, u kojem je imao prosjek od 16.9 koševa i 4.3 asistencije. Te iste sezone postavio je i jedan zanimljiv rekord. Naime, u utakmici protiv Climamia iz Bologne, McIntyre je postigao čak deset trica iz isto toliko pokušaja, što je rekord u broju postignutih trica jednog igrača na utakmici u povijesti talijanske košarkaške lige. Sa svojim klubom, Bipop Carire Reggio Emilia, nastupao je u ULEB kupu, gdje je ponovo bio najbolji igrač svoje momčadi sa 15.5 koševa i 3.8 asistencija po susretu.
Sljedeće sezone prešao je u redove Montepaschia iz Siene. Prva sezona u Sieni nije mu bila laka. Bio je zamjena s klupe za Josepha Fortea i Rimantasa Kaukenasa. Kako je sezona sve više odmicala, svojim dobrim igrama uspio je ući u početnu petorku i od tada je startni razigravač Montepaschia. Bio najbolji strijelac svoje momčadi, vodeći je sve do naslova talijanskog prvaka. Uslijedile su i prve nagrade. Proglašen je najboljim igračem cijele prve talijanske lige. U sezoni 2008./09. odlično je odigrao na Final Fouru Eurolige, iako je bio odličan i kroz cijelu sezonu. Ušao je i u povijest Eurolige kao igrač koji je u jednom susretu Final Foura ubilježio najviše asistencija. Protiv Tau Cerámice uspješno je asistirao 12 puta, što je za tri asistencije više od prethodnog rekordera, Vrbice Stefanova.

## Vanjske poveznice
- Profil na Euroleague.net